# جشنواره تیرگان
جشنواره تیرگان جشنواره  هنری و فرهنگی چهار روزه است که به صورت دوسالانه (هر دو سال یک بار) در تورنتو کانادا برگزار می‌شود. تیرگان پلی در راستای شناساندن فرهنگ و هنر ایران زمین با برگزاری جشنواره چهار روزه در شهر تورنتو می‌باشد که سرآمد همه شهرها در پذیرش گوناگونی فرهنگهاست.

در جشن تیرگان ۲۰۱۱، بیش از ۱۰۰٬۰۰۰ نفر به مرکز هاربرفرانت تورنتو رفتند.
در روزهای ۲۰ تا ۲۳ اوت سال ۲۰۱۵ بیش از ۱۵۰٬۰۰۰ نفر در جشن تیرگان در شهر تورنتو شرکت کردند.
این فیستوال شامل رقص، موسیقی، آواز، تئاتر، سینما، هنرهای تجسمی، تاریخ و ادبیات ایرانی میباشد.

## پیشینه جشنواره تیرگان
نخستین جشنواره تیرگان در سال ۲۰۰۶ با نام زیر گنبد کبود برگزار شد، که در بر گیرنده جشن نوروزی و همچنین برنامه‌های فرهنگی و هنری ایرانی بود. در آن برنامه که از ۱۷ تا ۱۹ مارس ۲۰۰۶ در مرکز هاربرفرانت تورنتو برگزار شد، هنر بیش از صد هنرمند ایرانی در زمینه‌های رقص، موسیقی، تئاتر، سینما و هنرهای تجسمی به نمایش گذاشته شد، و شمار ۲۵٬۰۰۰ نفر از ایرانیان درون و بیرون مرزهای کانادا از آن دیدن کردند. در سال ۲۰۰۸ هنرمندانی مانند محمدرضا لطفی، سعید شنبه‌زاده و شاهرخ مشکین قلم در تیرگان به اجرای برنامه پرداختند. بیش از ۶۰٬۰۰۰ نفر از ۵۰ برنامه گوناگونی که در تیرگان ۲۰۰۸ نمایش داده شد دیدن کردند.

## اسطوره تیرگان در ایران باستان
جشن فرخنده تیرگان که آغاز آن از ماه تیر می‌باشد و به مدت ۹ روز ادامه دارد، جشن تیرگان به همراه نوروز و مهرگان و سده از ارزنده‌ترین جشنهای ایرانیان است که در گذشته در ایران جایگاه ویژه‌ای داشت، و با شکوه فراوانی برگزار می‌شد. اگر چه روایت‌های بسیاری دربارهٔ خاستگاه جشن تیرگان در دست می‌باشد، ولی پرآوازه‌ترین آنها داستان قهرمان میهنی ایرانیان آرش کمانگیر است که بیشتر ما با آن آشنا هستیم. بر پایه این داستان برای فرونشاندن درگیری‌های مرزی میان ایران و توران، بنا بر این گذارده شد که آرش که برگزیده‌ترین کماندار در میان ایرانیان بود، تیری از کوه دماوند پرتاب کند که جای فرود آن مرز میان پادشاهی ایران و توران را رقم بزند. پس از پرتاب تیر از فراز البرز و اوج گرفتن آن از سپیده دم تا پیش از نیمروز، تیر سرانجام در کرانه‌های رودخانه آمو دریا در آسیای میانه فرود آمد و مرزهای ایران را بسی فراتر از آنچه انگاشته می‌شد گسترش بخشید. از این رو همزیستی فرهنگ‌های بی شمار و گوناگون در سرزمین پهناور ایران انگیزه پدید آمدن جشن تیرگان بوده است. تا به امروز هنوز ایران از چندگانگی فرهنگی خود برخوردار بوده و در برگیرنده بیش از ۱۵ گروه‌های قومی گوناگون است که هر کدام فرهنگ و آرمانهای ویژه و بی همتا و همچنین به‌غایت ایرانی خود را دارا می‌باشند.
جشن تیرگان به روایت ابوریحان بیرونی در آثارالباقیه، روز بزرگداشت مقام نویسندگان در ایران باستان نیز بوده‌است.

## ویژگی‌های جشنواره تیرگان
در راستای گسترش و شناساندن فرهنگ و هنر ایرانی، تیرگان تلاش ویژه‌ای برای فراخواندن همکاری همه ایرانیان از گروه‌های گوناگون قومی و رشته‌های فرهنگی و هنری را دنبال می‌کند و از پذیرا بودن گوناگونی فرهنگ‌ها بر خود می‌بالد. در برنامه تیرگان، هنرمندان ایرانی تبار برجسته‌ای که فرهنگ و هنر پرشکوه ایرانی را پاس می‌دارند از درون و بیرون مرزهای کانادا به همکاری فراخوانده می‌شوند. همچنین هنگام برگزاری این جشنواره خوراکی‌ها و هنرهای دستی گوناگون ایرانی بدست فروشنده دکه‌ها در دسترس خواهد بود. این جشنواره چهار روزه یک رویداد خوش آیند، آموزشی، سرگرم‌کننده برای موج گسترده‌ای از تماشاچیان خواهد بود.

## آرمانهای جشنواره تیرگان
تیرگان با همکاری انجمن هنر و فرهنگ ایران- کانادایی که یک سازمان غیرانتفاعی و غیر حزبی است با آرمان گسترش دادن و شناساندن فرهنگ و هنر ایرانی، برگزار می‌شود. چکیده‌ای از آرمان‌های تیرگان در زیر بیان شده است:
- پیشبرد و شناساندن نهاد فرهنگ ایرانی
- افزودن به چندگانگی فرهنگی در کانادا با پاسداری از هنر، موسیقی، رقص، تئاتر، سینما، و ادبیات ایرانی
- کمک به بناسازی جامعه‌ای نیرومند و پویا با پشتیبانی از کارهای گروهی در راستای برنامه‌ریزی جشنواره تیرگان
- بالا بردن پایه آگاهی از نهاد فرهنگ ایرانی در میان ایرانیان کانادا، به ویژه جوانان
- آموزش دادن، جلب کردن و سرگرم کردن مردم تورنتو بزرگ «جی تی ای» و سراسر کانادا
- پیشروی بسوی پایه‌گذاری یک جشنواره فرامرزی که بازدید کنندگان را از سراسر جهان بسوی خود می‌کشاند.

## پشتیبانی و همکاری با تیرگان
جشنواره تیرگان برای دستیابی به آرمانهایش بیش از هر چیز نیازمند به پشتیبانی شما، دریافت بورسیه از رده‌های گوناگون دولت محلی، استانی و کشوری کانادا، و پشتیبانی‌های مالی شرکت‌ها می‌باشد. همچنین سازمانهای غیرانتفاعی محلی مانند گروه‌های دانشجویی، فنی، ملی و هنری می‌توانند با پیوستن به دوستاران تیرگان کمک بسزایی برای بالا بردن آگاهی از این جشنواره ارائه کنند. تیرگان بیش از ۳۰۰ داوطلب جوان در پنج بخش گوناگون دارد که با نیروی کار و تلاش ارزنده خود تیرگان را در راه رسیدن به آرمان‌هایش در راستای برگزاری جشنواره‌های هرچه پیروزمندتر یاری می‌رسانند.

## زمینه تیرگان ۲۰۱۱: چشم‌اندازهای جاودانگی
تیرگان سومین جشنواره‌اش را در تاریخ ۲۱ تا ۲۴ ژوئیه ۲۰۱۱ در مرکز هاربر فرانت تورنتو برگزار کرد. در این جشنواره که پیش بینی می‌شود بیش از ۱۰۰٬۰۰۰ بازدید کننده داشته باشد، تیرگان از آرم و مارک تازه‌ای برخوردار بوده و همچنین برای نخستین بار دو مسابقه در زمینه داستان‌نویسی کوتاه و فیلم سازی کوتاه نیز بدان افزوده شده.
جشنواره تیرگان ۲۰۱۱ با زمینه نوین چشم‌اندازهای جاودانگی بیش از ۱۰۰ هنرمند برجسته را در همه رشته‌های هنری و فرهنگی در بر می‌گیرد که هر یک به گونه یکتای خود چشم‌اندازی از جاودانگی را به نمایش خواهند گذاشت.